# Maslinjak (Žut)
Maslinjak je nenaseljeni otočić u hrvatskom dijelu Jadranskog mora.
Njegova površina iznosi 0,021 km². Dužina obalne crte iznosi 0,66 km.

## Vanjske poveznice
|  | Zajednički poslužitelj ima još gradiva o temi Maslinjak (Žut) |